# Rhamphomyia nigrifemina
Rhamphomyia nigrifemina är en tvåvingeart som beskrevs av Saigusa 1964. Rhamphomyia nigrifemina ingår i släktet Rhamphomyia och familjen dansflugor. Inga underarter finns listade i Catalogue of Life.